# Тернопольско-Теребовлянская епархия ПЦУ
Тернопольско-Теребовлянская епархия Православной Церкви Украины (укр. Тернопільсько-Теребовлянська єпархія Православної Церкви України) была создана решением синода УПЦ КП от 12 марта 2009 года. Согласно постановлению синода в состав УПЦ КП были приняты 33 прихода УАПЦ в Тернопольской области. Епископом был выбран протоиерей Петр Кравчук, принявший монашество с именем Павел.